# مارچلو ماسترویانی: به‌یاد دارم
مارچلو ماسترویانی: به‌یاد دارم (انگلیسی: Marcello Mastroianni: I Remember) یک فیلم مستند ایتالیایی به کارگردانی آنا ماریا تاتو است که در سال ۱۹۹۷ میلادی منتشر شد.
این فیلم در بخش نوعی نگاه در جشنواره فیلم کن ۱۹۹۷ به نمایش درآمد.

## بازیگران
- مارچلو ماسترویانی
- رناتو برتا
- مانوئل دی الیویرا
- دیوگو داریا
- لئونور سیلویرا